# Rock Master Festival
Le Rock Master Festival est un festival d'escalade qui se tient tous les ans à Arco en Italie.
Elle est partagée en trois compétitions ; le Rock Master pour les adultes, le Rock Junior destiné aux plus jeunes de 5 à 13 ans et la Paraclimbing Cup pour les personnes handicapées. De plus, lors de la cérémonie des Arco Rock Legend, les prix Salewa Rock Award et La Sportiva Competition Award sont décernés aux athlètes les plus méritants pour leur réalisation en extérieur et en compétition.

## Rock Master
Le Rock Master est la première compétition mise en place à la création du festival. Elle est partagée en plusieurs sous-compétitions ; la difficulté, le bloc et la vitesse. De plus, les huit finalistes de la difficulté s'opposent dans une série de duels où ils doivent escalader en parallèle une voie le plus rapidement possible. Le gagnant étant qualifié pour le duel suivant,.
L'édition 2011 a figuré comme Championnats du monde et s'est tenue du 15 au 24 juillet 2011. Pour la première fois, lors de cette édition, des Championnats paraclimbing acceptés par l'IFSC ont eu lieu du 16 au 19 juillet. Philippe Ribière a gagné la médaille de bronze à cette occasion.

## Palmarès

### Hommes
| Année | Difficulté                                      | Bloc                  | Vitesse                | Duel              |
| ----- | ----------------------------------------------- | --------------------- | ---------------------- | ----------------- |
| 1987  | Stefan Glowacz                                  | N/A                   | N/A                    | N/A               |
| 1988  | Stefan Glowacz                                  | N/A                   | N/A                    | N/A               |
| 1989  | Didier Raboutou                                 | N/A                   | N/A                    | N/A               |
| 1990  | François Legrand                                | N/A                   | N/A                    | N/A               |
| 1991  | Yuji Hirayama                                   | N/A                   | N/A                    | N/A               |
| 1992  | Stefan Glowacz                                  | N/A                   | N/A                    | N/A               |
| 1993  | Elie Chevieux                                   | N/A                   | N/A                    | N/A               |
| 1994  | François Legrand                                | N/A                   | N/A                    | N/A               |
| 1995  | François Lombard                                | N/A                   | N/A                    | N/A               |
| 1996  | François Lombard                                | N/A                   | N/A                    | N/A               |
| 1997  | François Legrand                                | N/A                   | N/A                    | N/A               |
| 1998  | François Legrand                                | N/A                   | N/A                    | N/A               |
| 1999  | Eugeny Ovtchinnikov                             | Daniel Andrada        | Vladimir Zakharov      | N/A               |
| 2000  | Eugeny Ovtchinnikov                             | Tomasz Oleksy         | Alexei Gadeev          | N/A               |
| 2001  | Christian Bindhammer Yuji Hirayama Tomáš Mrázek | Salavat Rakhmetov     | Iakov Soubotine        | N/A               |
| 2002  | Alexandre Chabot                                | Mauro Calibani        | Tomasz Oleksy          | N/A               |
| 2003  | Alexandre Chabot                                | Mauro Calibani        | Alexei Gadeev          | N/A               |
| 2004  | Alexandre Chabot                                | Matthias Müller       | Tomasz Oleksy          | N/A               |
| 2005  | Ramón Julián Puigblanque                        | Kilian Fischhuber     | Tomasz Oleksy          | N/A               |
| 2006  | Ramón Julián Puigblanque                        | Nalle Hukkataival     | Sergueï Sinitsyne      | N/A               |
| 2007  | Ramón Julián Puigblanque                        | Gareth Parry          | Ievgueni Vaïtsekhovski | N/A               |
| 2008  | Patxi Usobiaga                                  | Kilian Fischhuber     | Manuel Escobar         | N/A               |
| 2009  | Ramón Julián Puigblanque                        | Kilian Fischhuber     | Libor Hroza            | N/A               |
| 2010  | Ramón Julián Puigblanque                        | Cédric Lachat         | Libor Hroza            | N/A               |
| 2011  | Ramón Julián Puigblanque                        | Dmitri Charafoutdinov | Qixin Zhong            | Adam Ondra        |
| 2012  | Ramón Julián Puigblanque                        | Dmitri Charafoutdinov | Leonardo Gontero       | Jakob Schubert    |
| 2013  | Ramón Julián Puigblanque                        | Roustam Gelmanov      | Libor Hroza            | Sean McColl       |
| 2014  | Sachi Amma                                      | Jernej Kruder         | Libor Hroza            | Sean McColl       |
| 2015  | Adam Ondra                                      | N/A                   | N/A                    | Adam Ondra        |
| 2016  | N/A                                             | Adam Ondra            | N/A                    | Adam Ondra        |
| 2017  | N/A                                             | Chon Jongwon          | N/A                    | Adam Ondra        |
| 2018  | N/A                                             | Alekseï Roubtsov      | N/A                    | Adam Ondra        |
| 2019  | N/A                                             | N/A                   | N/A                    | Jakob Schubert    |
| 2020  | N/A                                             | N/A                   | N/A                    | Annulé (Covid-19) |
| 2021  | N/A                                             | Adam Ondra            | N/A                    | Stefano Ghisolfi  |
| 2022  | N/A                                             | Jakob Schubert        | N/A                    | Jakob Schubert    |

### Femmes
| Année | Difficulté                   | Bloc               | Vitesse           | Duel                 |
| ----- | ---------------------------- | ------------------ | ----------------- | -------------------- |
| 1987  | Lynn Hill                    | N/A                | N/A               | N/A                  |
| 1988  | Lynn Hill                    | N/A                | N/A               | N/A                  |
| 1989  | Lynn Hill                    | N/A                | N/A               | N/A                  |
| 1990  | Lynn Hill                    | N/A                | N/A               | N/A                  |
| 1991  | Isabelle Patissier           | N/A                | N/A               | N/A                  |
| 1992  | Lynn Hill                    | N/A                | N/A               | N/A                  |
| 1993  | Susi Good                    | N/A                | N/A               | N/A                  |
| 1994  | Robyn Erbesfield             | N/A                | N/A               | N/A                  |
| 1995  | Laurence Guyon               | N/A                | N/A               | N/A                  |
| 1996  | Katie Brown                  | N/A                | N/A               | N/A                  |
| 1997  | Katie Brown                  | N/A                | N/A               | N/A                  |
| 1998  | Liv Sansoz                   | N/A                | N/A               | N/A                  |
| 1999  | Muriel Sarkany               | Elena Choumilova   | N/A               | N/A                  |
| 2000  | Muriel Sarkany               | Natalia Novikova   | N/A               | N/A                  |
| 2001  | Martina Čufar Muriel Sarkany | Corinne Théroux    | N/A               | N/A                  |
| 2002  | Sandrine Levet               | Olga Jakovleva     | N/A               | N/A                  |
| 2003  | Angela Eiter                 | Olga Bibik         | N/A               | N/A                  |
| 2004  | Angela Eiter                 | Mélanie Son        | N/A               | N/A                  |
| 2005  | Angela Eiter                 | Mélanie Son        | N/A               | N/A                  |
| 2006  | Sandrine Levet               | Anna Stöhr         | N/A               | N/A                  |
| 2007  | Angela Eiter                 | Anna Stöhr         | N/A               | N/A                  |
| 2008  | Johanna Ernst                | Katharina Saurwein | Olena Ryepko      | N/A                  |
| 2009  | Angela Eiter                 | Alizée Dufraisse   | Edyta Ropek       | N/A                  |
| 2010  | Jain Kim                     | Anna Stöhr         | Cuilian He        | N/A                  |
| 2011  | Angela Eiter                 | Anna Stöhr         | Mariia Krasavina  | Yana Chereshneva     |
| 2012  | Angela Eiter                 | Alex Puccio        | Alina Gaidamakina | Dinara Fakhritdinova |
| 2013  | Mina Markovič                | Alex Puccio        | Alina Gaidamakina | Dinara Fakhritdinova |
| 2014  | Magdalena Röck               | Alex Puccio        | Anouck Jaubert    | Dinara Fakhritdinova |
| 2015  | Hélène Janicot               | N/A                | N/A               | Hélène Janicot       |
| 2016  | N/A                          | Katharina Saurwein | N/A               | Janja Garnbret       |
| 2017  | N/A                          | Alex Puccio        | N/A               | Julia Chanourdie     |
| 2018  | N/A                          | Fanny Gibert       | N/A               | Janja Garnbret       |
| 2019  | N/A                          | N/A                | N/A               | Mia Krampl           |
| 2020  | N/A                          | N/A                | N/A               | Annulé (Covid-19)    |
| 2021  | N/A                          | Laura Rogora       | N/A               | Mia Krampl           |
| 2022  | N/A                          | Seo Chae-hyun      | N/A               | Jessica Pilz         |

### Record de l'épreuve
- Chez les hommes, Ramón Julián Puigblanque a remporté l'épreuve à 8 reprises.
- Chez les femmes, Angela Eiter a remporté l'épreuve à 7 reprises.

## Rock Junior
Le Rock Junior est apparu en pour la première fois en 2001. Cette compétition est entièrement destinée aux jeunes de moins de 14 ans. En marge de la compétition, un challenge est organisé pour le plaisir, et permet aux parents de grimper avec leurs enfants dans une épreuve de rapidité en relai.

## Arco Rock Legends
Le Arco Rock Legends est une cérémonie qui vise à récompenser les « légendes » de l'escalade. Elle est partagée en deux, avec d'une part le Salewa Rock Award destiné à récompenser les meilleures réalisations en extérieure, que ce soit en falaise, en longue voie ou en bloc tout en prenant en compte le style et la mentalité du grimpeur. Tandis que le La Sportiva Competition Award récompense les réussites en compétitions.
| Année | Salewa Rock Award | La Sportiva Competition Award |
| ----- | ----------------- | ----------------------------- |
| 2006  | Josune Bereziartu | Angela Eiter                  |
| 2007  | Patxi Usobiaga    | David Lama                    |
| 2008  | Adam Ondra        | Maja Vidmar                   |
| 2009  | Chris Sharma      | Kilian Fischhuber             |
| 2010  | Adam Ondra        | Akiyo Noguchi                 |
| 2011  | Adam Ondra        | Ramón Julián Puigblanque      |
| 2012  | Sasha DiGiulian   | Anna Stöhr                    |
| 2013  | Adam Ondra        | Mina Markovič                 |
| 2014  | Muriel Sarkany    | Urko Carmona Barandiaran      |
| 2015  | Alexander Megos   | Adam Ondra                    |
| 2016  | Daniel Andrada    | Mina Markovič                 |
| 2017  | Margo Hayes       | Janja Garnbret                |
| 2018  | Adam Ondra        | Romain Desgranges             |
| 2019  | Albino Marchi     | Bepi Filippi                  |